# NGC 387
NGC 387 (również PGC 3987) – galaktyka eliptyczna (E), znajdująca się w gwiazdozbiorze Ryb. Odkrył ją Lawrence Parsons 10 grudnia 1873 roku. Należy do grupy galaktyk skatalogowanej jako Arp 331 w Atlasie Osobliwych Galaktyk Haltona Arpa.